# Lijst van plaatsen met een Romeins theater

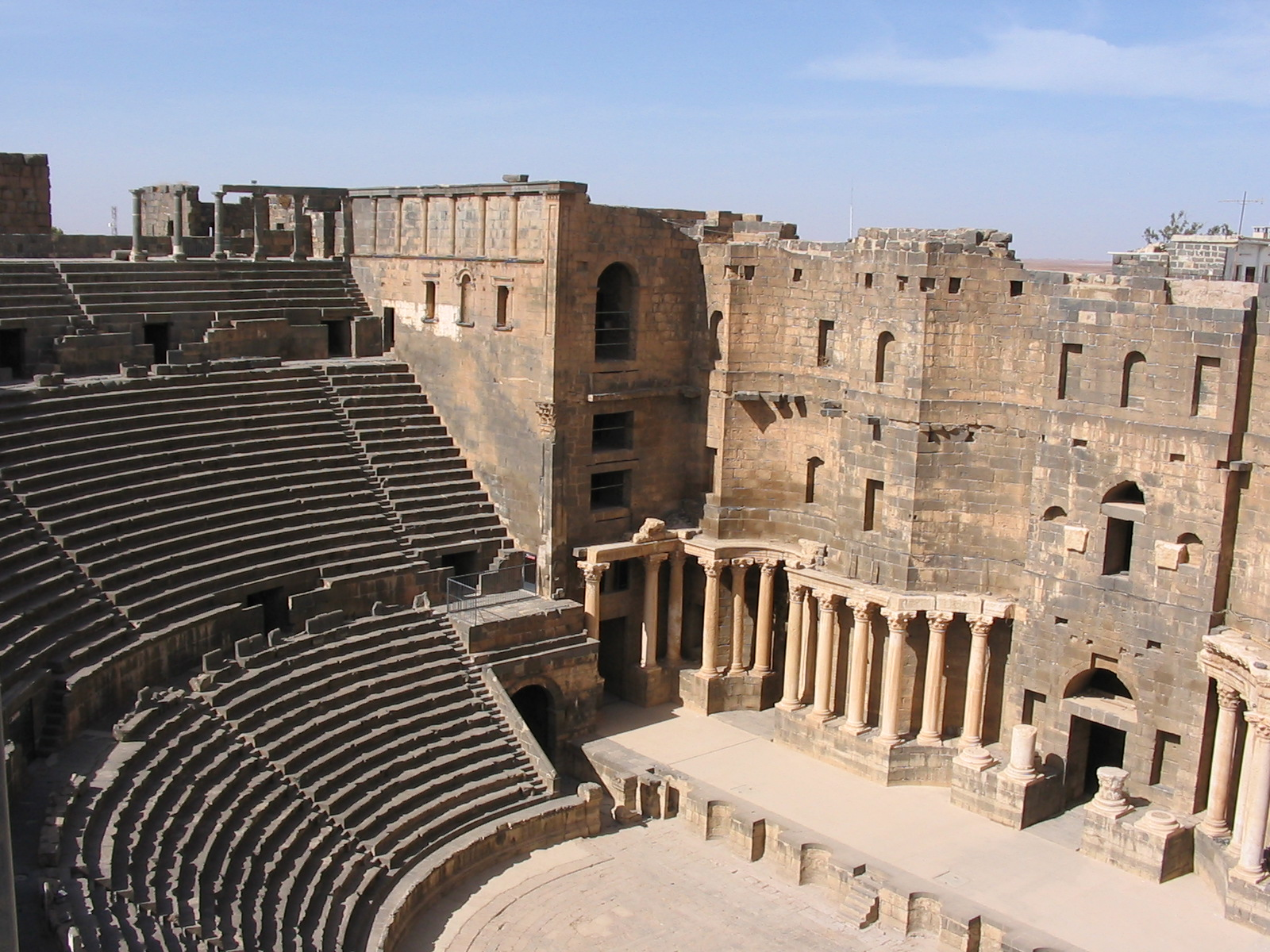
Het theater van Bosra

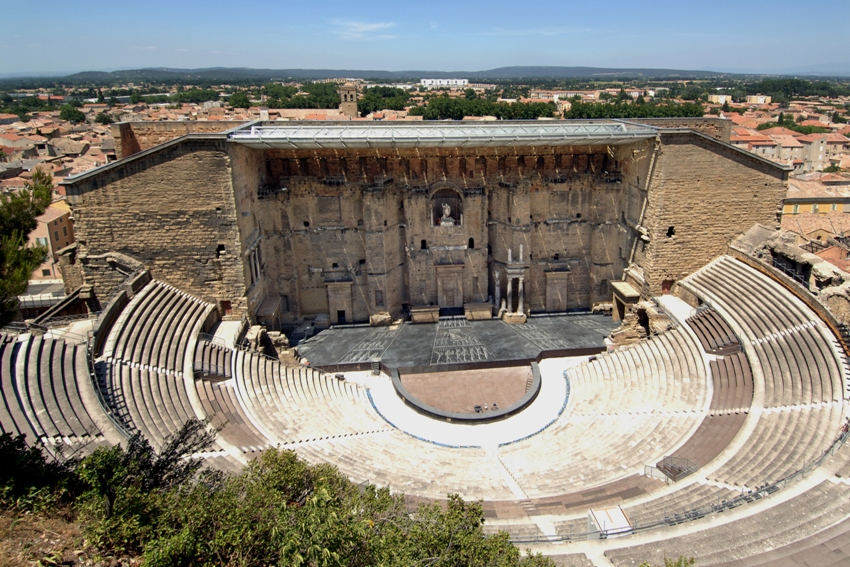
Het theater van Orange

De Romeinen bouwden in de oudheid honderden theaters verspreid over het grondgebied van het Romeinse Rijk. Het Romeinse theater was een geëvolueerde versie van het oude Griekse theater en werd vanaf de tijd van keizer Augustus (27 v.Chr. - 14 n.Chr) overal in het rijk gebouwd.

## Het Romeinse theater ten opzichte van andere theaters
Het Romeinse theater verschilt op een aantal punten van zijn Griekse voorganger;
- Een Romeins theater is gebouwd uit beton en baksteen, waar de Grieken natuursteen gebruikten.
- De cavea is niet geheel of zelfs helemaal niet tegen een natuurlijke heuvel gebouwd en wordt ondersteund door een kunstmatige constructie.
- Het Romeinse theater vormt een afgesloten geheel doordat het podiumgebouw tegen de cavea aan is gebouwd. De Grieken hadden ook een podiummuur, maar deze stond los achter het podium.

Een aantal oude Griekse theaters is door de Romeinen verbouwd en vergroot, waardoor ook deze bouwwerken gedeeltelijk tot de Romeinse theaters worden gerekend. Een voorbeeld hiervan is het theater van Efeze.
Het Romeinse theater mag niet worden verward met het Romeinse amfitheater. Het theater is halfrond en heeft een podiumgebouw, een amfitheater heeft een ovale vorm met tribunes rondom de arena. Daarnaast is er nog onderscheid te maken tussen het theater en het odeion (of odeum), dat dezelfde vorm heeft, maar kleiner is en meer gebruikt werd voor zang- en muziekvoorstellingen.

Grondplan van een standaard theater en een amfitheater

## Lijst van plaatsen met een Romeins theater
Een aantal van de Romeinse theaters is nog grotendeels intact en wordt weer gebruikt voor diverse voorstellingen. Bekende voorbeelden zijn deze theaters staan in Aspendos, Orange en Bosra. Van andere theaters staan nog delen overeind, of zijn alleen de fundamenten teruggevonden. Een aantal theaters zijn alleen bekend uit bronnen uit de oudheid, maar restanten zijn nooit teruggevonden.
Dit is een lijst van bekende Romeinse theaters, ingedeeld per land. 

De lijst is nog niet compleet.

### Albanië
| Stad (moderne naam) | Stad (Romeinse naam) | Theater | Coördinaten | Afbeelding |
| ------------------- | -------------------- | ------- | ----------- | ---------- |
| Butrint             | Buthrotum            |         |             |            |

### Algerije
| Stad (moderne naam) | Stad (Romeinse naam)  | Theater                     | Coördinaten | Afbeelding |
| ------------------- | --------------------- | --------------------------- | ----------- | ---------- |
| Annaba              | Hippo Regius          |                             |             |            |
| Cherchell           | Caesarea              |                             |             |            |
| Djemila             | Cuicul                | Romeins theater van Djemila |             |            |
| Guelma              | Calama                |                             |             |            |
| Khamissa            | Thubursicum Numidarum |                             |             |            |
| M'daourouch         | Madauros              |                             |             |            |
| Skikda              | Rusicade              |                             |             |            |
| Timgad              | Thamugas              |                             |             |            |
| Tébessa             | Theveste              |                             |             |            |
| Tipasa              | Tipasa                |                             |             |            |

### Bulgarije
| Stad (moderne naam) | Stad (Romeinse naam) | Theater                     | Coördinaten | Afbeelding |
| ------------------- | -------------------- | --------------------------- | ----------- | ---------- |
| Plovdiv             | Philippopolis        | Romeins theater van Plovdiv |             |            |
| Sofia               | Serdica              |                             |             |            |
| Stara Zagora        | Augusta Trajana      |                             |             |            |

### Cyprus
| Stad (moderne naam) | Stad (Romeinse naam) | Theater | Coördinaten | Afbeelding |
| ------------------- | -------------------- | ------- | ----------- | ---------- |
| Episkopi            | Curium               |         |             |            |
| Paphos              | Paphus               |         |             |            |
| Salamis             | Salamis              |         |             |            |
| Soli                | Soli                 |         |             |            |

### Duitsland
| Stad (moderne naam) | Stad (Romeinse naam) | Theater                   | Coördinaten | Afbeelding |
| ------------------- | -------------------- | ------------------------- | ----------- | ---------- |
| Mainz               | Moguntiacum          | Romeins theater van Mainz |             |            |

### Egypte
| Stad (moderne naam) | Stad (Romeinse naam) | Theater | Coördinaten | Afbeelding |
| ------------------- | -------------------- | ------- | ----------- | ---------- |
| Alexandrië          | Alexandria           |         |             |            |
| El-Bahnasa          | Oxyrhynchus          |         |             |            |
| Sheikh 'Ibada       | Antinoöpolis         |         |             |            |
| Tell el-Farama      | Pelusium             |         |             |            |

### Frankrijk
| Stad (moderne naam)     | Stad (Romeinse naam) | Theater                                  | Coördinaten | Afbeelding |
| ----------------------- | -------------------- | ---------------------------------------- | ----------- | ---------- |
| Aix-en-Provence         | Aquae Sextiae        |                                          |             |            |
| Alba-la-Romaine         | Alba Helviorum       |                                          |             |            |
| Agen                    | Aginnum              |                                          |             |            |
| Autun                   | Augustodonum         | Romeins theater van Autun                |             |            |
| Argenton-sur-Creuse     | Argentomagus         |                                          |             |            |
| Arles                   | Arelate              | Romeins theater van Arles                |             |            |
| Bardiaux                | Boxum                | Romeins theater van Bardiaux             |             |            |
| Châteaubleau            |                      |                                          |             |            |
| Drevant                 | Derventum            |                                          |             |            |
| Fréjus                  | Forum Julii          |                                          |             |            |
| Genainville             | Petromantalum        |                                          |             |            |
| Lillebonne              | Juliobona            |                                          |             |            |
| Lyon                    | Lugdunum             | Antiek theater van Lugdunum              |             |            |
| Mandeure                | Epomanduodurum       | Romeins theater van Mandeure             |             |            |
| Montbrison (Moingt)     | Aquae Segetae        |                                          |             |            |
| Néris-les-Bains         | Aquae Nerii          |                                          |             |            |
| Orange                  | Arausio              | Romeins theater van Orange               |             |            |
| Rouen                   | Rotomagus            |                                          |             |            |
| Saint-Germain-d'Esteuil | Noviomagus Biturigum |                                          |             |            |
| Saint-Rémy-de-Provence  | Glanum               |                                          |             |            |
| Thénac                  |                      |                                          |             |            |
| Vaison-la-Romaine       | Vasio Vocontiorum    | Romeins theater van Vaison-la-Romaine    |             |            |
| Valognes                | Alauna               |                                          |             |            |
| Le Vieil-Évreux         | Gisacum              |                                          |             |            |
| Vienne                  | Vienna               | Romeins theater van Vienne               |             |            |
| Vieux-Poitiers          | Briva                | Gallo-Romeins theater van Vieux-Poitiers |             |            |

### Griekenland
| Stad (moderne naam) | Stad (Romeinse naam) | Theater | Coördinaten | Afbeelding |
| ------------------- | -------------------- | ------- | ----------- | ---------- |
| Chersonissos        | Chersonissos         |         |             |            |
| Githion             | Gythium              |         |             |            |
| Gortys              | Gortyn               |         |             |            |
| Korinthe            | Corinthus            |         |             |            |
| Kos                 | Cos                  |         |             |            |
| Lissos              | Lissos               |         |             |            |
| Littos              | Lyttus               |         |             |            |
| Nicopolis           | Nicopolis            |         |             |            |

### Hongarije
| Stad (moderne naam) | Stad (Romeinse naam) | Theater | Coördinaten | Afbeelding |
| ------------------- | -------------------- | ------- | ----------- | ---------- |
| Tác                 | Gorsium              |         |             |            |

### Israël
| Stad (moderne naam) | Stad (Romeinse naam) | Theater             | Coördinaten | Afbeelding |
| ------------------- | -------------------- | ------------------- | ----------- | ---------- |
| Beet She'an         | Scythopolis          |                     |             |            |
| Caesarea (Maritima) | Caesarea             | Theater van Herodes |             |            |
| Shuni               |                      |                     |             |            |
| Jeruzalem           | Hierosolyma          | Theater van Herodes |             |            |
| Tiberias            |                      |                     |             |            |
| Tzippori            | Dioceserea           |                     |             |            |

### Italië
| Stad (moderne naam)      | Stad (Romeinse naam)         | Theater                                      | Coördinaten | Afbeelding |
| ------------------------ | ---------------------------- | -------------------------------------------- | ----------- | ---------- |
| Albe                     | Alba Fucens                  |                                              |             |            |
| Anzio                    | Antium                       |                                              |             |            |
| Aosta                    | Augusta Praetoria Salassorum |                                              |             |            |
| Atri                     | Hatria                       |                                              |             |            |
| Ascoli Piceno            | Asculum                      | Romeins theater van Ascoli Piceno            |             |            |
| Bacoli                   | Bauli                        |                                              |             |            |
| Baia                     | Baiae                        |                                              |             |            |
| Bene Vagienna            | Augusta Bagiennorum          |                                              |             |            |
| Benevento                | Beneventum                   | Romeins theater van Benevento                |             |            |
| Bevagna                  | Mevania                      |                                              |             |            |
| Brescia                  | Brixia                       |                                              |             |            |
| Carsulae                 | Carsulae                     |                                              |             |            |
| Cassino                  | Casinum                      |                                              |             |            |
| Castelleone di Suasa     | Suasa                        |                                              |             |            |
| Catania                  | Catina                       | Romeins theater van Catania                  |             |            |
| Chieti                   | Teate                        |                                              |             |            |
| Concordia Sagittaria     | Iulia Concordia              |                                              |             |            |
| Corfinio                 | Corfinium                    |                                              |             |            |
| Ercolano                 | Herculaneum                  |                                              |             |            |
| Falerone                 | Falerio Picenus              |                                              |             |            |
| Ferentino                | Ferentium                    |                                              |             |            |
| Ferento (Viterbo)        | Ferentum                     |                                              |             |            |
| Fiesole                  | Faesulae                     | Romeins theater van Fiesole                  |             |            |
| Formia                   | Formiae                      |                                              |             |            |
| Galeata                  | Mevaniola                    |                                              |             |            |
| Grumento Nova            | Grumentum                    |                                              |             |            |
| Gubbio                   | Iguvium                      |                                              |             |            |
| Ercolano                 | Herculaneum                  |                                              |             |            |
| Iuvanum                  | Iuvanum                      |                                              |             |            |
| Lanuvio                  | Lanuvium                     |                                              |             |            |
| Lecce                    | Lupiae                       |                                              |             |            |
| Libarna                  |                              |                                              |             |            |
| Marina di Gioiosa Ionica | Romechium                    |                                              |             |            |
| Minturno                 | Minturnae                    |                                              |             |            |
| Miseno                   | Misenum                      |                                              |             |            |
| Napels                   | Neapolis                     | Romeins theater van Napels                   |             |            |
| Nora                     | Nora                         |                                              |             |            |
| Nocera Superiore         | Nuceria                      |                                              |             |            |
| Ostia Antica             | Ostia                        |                                              |             |            |
| Otricoli                 | Ocriculum                    |                                              |             |            |
| Palazzolo Acreide        | Acrae                        |                                              |             |            |
| Prata d'Ansidonia        | Peltuinum                    |                                              |             |            |
| Pietrabbondante          | Bovianum Vetus               |                                              |             |            |
| Pompeii                  | Pompeii                      | Theater van Pompeii                          |             |            |
| Rome                     | Roma                         | Theater van Balbus                           |             |            |
| Rome                     | Roma                         | Theater van Marcellus                        |             |            |
| Rome                     | Roma                         | Theater van Pompeius                         |             |            |
| San Vittorino            | Amiternum                    |                                              |             |            |
| Sarno                    | Sarnus                       |                                              |             |            |
| Sepino                   | Saepinum                     |                                              |             |            |
| Sessa Aurunca            | Sessa Aurunca                | Romeins theater van Sessa Aurunca            |             |            |
| Sibari                   | Sybaris                      |                                              |             |            |
| Spoleto                  | Spoletium                    | Romeins theater van Spoleto                  |             |            |
| Syracuse                 | Syracusae                    | Grieks theater van Syracuse (Grieks-Romeins) |             |            |
| Taormina                 | Tauromenium                  | Grieks theater van Taormina (Grieks-Romeins) |             |            |
| Teano                    | Teanum Sidicinum             |                                              |             |            |
| Teramo                   | Interamnia Praetuttiorum     |                                              |             |            |
| Terracina                |                              |                                              |             |            |
| Tivoli                   | Tibur                        |                                              |             |            |
| Triëst                   | Tergeste                     | Romeins theater van Triëst                   |             |            |
| Turijn                   | Augusta Taurinorum           |                                              |             |            |
| Tuscolo                  | Tusculum                     |                                              |             |            |
| Urbisaglia               | Urbs Salvia                  |                                              |             |            |
| Venafro                  | Venafrum                     |                                              |             |            |
| Verona                   | Verona                       |                                              |             |            |
| Villa Literno            | Liternum                     |                                              |             |            |
| Villa Potenza (Macerata) | Helvia Recina                |                                              |             |            |
| Volterra                 | Volterrae                    | Romeins theater van Volterra                 |             |            |
| Ventimiglia              | Albium Intemelium            |                                              |             |            |

### Jordanië
| Stad (moderne naam) | Stad (Romeinse naam) | Theater                   | Coördinaten | Afbeelding |
| ------------------- | -------------------- | ------------------------- | ----------- | ---------- |
| Amman               | Philadelphia         | Romeins theater van Amman |             |            |
| Bosra               | Nova Trajana Bostra  | Romeins theater van Bosra |             |            |
| Jerash              | Gerasa               | Zuidelijk theater         |             |            |
| Jerash              | Gerasa               | Noordelijk theater        |             |            |
| Pella               | Pella                |                           |             |            |
| Petra               | Petra                |                           |             |            |
| Raphana             | Abila                |                           |             |            |
| Umm Qais            | Gadara               |                           |             |            |

### Kroatië
| Stad (moderne naam) | Stad (Romeinse naam) | Theater | Coördinaten | Afbeelding |
| ------------------- | -------------------- | ------- | ----------- | ---------- |
| Pula                | Pietas Iulia Pola    |         |             |            |
| Solin               | Salona               |         |             |            |
| Vis                 | Issa                 |         |             |            |

### Libanon
| Stad (moderne naam) | Stad (Romeinse naam) | Theater | Coördinaten | Afbeelding |
| ------------------- | -------------------- | ------- | ----------- | ---------- |
| Byblos              | Byblos               |         |             |            |

### Libië
| Stad (moderne naam) | Stad (Romeinse naam) | Theater                      | Coördinaten | Afbeelding |
| ------------------- | -------------------- | ---------------------------- | ----------- | ---------- |
| Cyrene              | Cyrene               |                              |             |            |
| Leptis Magna        | Lepcis Magna         |                              |             |            |
| Sabratha            | Sabratha             | Romeins theater van Sabratha |             |            |

### Luxemburg
| Stad (moderne naam) | Stad (Romeinse naam) | Theater | Coördinaten | Afbeelding |
| ------------------- | -------------------- | ------- | ----------- | ---------- |
| Dalheim             | Ricciacus            |         |             |            |

### Macedonië
| Stad (moderne naam) | Stad (Romeinse naam) | Theater                  | Coördinaten | Afbeelding |
| ------------------- | -------------------- | ------------------------ | ----------- | ---------- |
| Bitola              | Heraclea Lyncestis   |                          |             |            |
| Ohrid               | Lychnidus            | Antiek theater van Ohrid |             |            |
| Skopje              | Scupi                |                          |             |            |
| Stobi               | Stobi                |                          |             |            |

### Marokko
| Stad (moderne naam)   | Stad (Romeinse naam)   | Theater | Coördinaten | Afbeelding |
| --------------------- | ---------------------- | ------- | ----------- | ---------- |
| Dchar Djedid (Asilah) | Iulia Constantia Zilil |         |             |            |

### Oostenrijk
| Stad (moderne naam) | Stad (Romeinse naam) | Theater | Coördinaten | Afbeelding |
| ------------------- | -------------------- | ------- | ----------- | ---------- |
| Magdalensberg       | Virunum              |         |             |            |

### Palestina
| Stad (moderne naam) | Stad (Romeinse naam) | Theater             | Coördinaten | Afbeelding |
| ------------------- | -------------------- | ------------------- | ----------- | ---------- |
| Jericho             | Jericho              | Theater van Herodes |             |            |
| Nablus              | Neapolis             |                     |             |            |

### Portugal
| Stad (moderne naam) | Stad (Romeinse naam) | Theater                      | Coördinaten | Afbeelding |
| ------------------- | -------------------- | ---------------------------- | ----------- | ---------- |
| Braga               | Bracara augusta      |                              |             |            |
| Évora               | Ebura                |                              |             |            |
| Lissabon            | Olisipo              | Romeins theater van Lissabon |             |            |

### Spanje
| Stad (moderne naam) | Stad (Romeinse naam)    | Theater                    | Coördinaten | Afbeelding |
| ------------------- | ----------------------- | -------------------------- | ----------- | ---------- |
| Alcúdia             | Pollentia               |                            |             |            |
| Badalona            | Baetulo                 |                            |             |            |
| Baelo Claudia       | Baelo Claudia           |                            |             |            |
| Cádiz               | Gades                   |                            |             |            |
| Cartagena           | Carthago Nova           |                            |             |            |
| Casas de Reina      | Regina                  |                            |             |            |
| Calatayud           | Bilbilis                |                            |             |            |
| Clunia              | Colonia Clunia Sulpicia |                            |             |            |
| Córdoba             | Corduba                 |                            |             |            |
| Huesca              | Osca                    |                            |             |            |
| Málaga              | Malaca                  |                            |             |            |
| Medellín            | Metellinum              |                            |             |            |
| Mérida              | Emerita Augusta         | Romeins theater van Mérida |             |            |
| Itálica             | Italica                 |                            |             |            |
| Osuna               | Genitiva Julia          |                            |             |            |
| Ronda               | Acipinio                |                            |             |            |
| Sagunto             | Saguntum                |                            |             |            |
| San Roque           | Carteia                 |                            |             |            |
| Segóbriga           | Saelices                |                            |             |            |
| Tarragona           | Tarraco                 |                            |             |            |
| Zaragoza            | Caesarea Augusta        |                            |             |            |

### Syrië
| Stad (moderne naam) | Stad (Romeinse naam) | Theater | Coördinaten | Afbeelding |
| ------------------- | -------------------- | ------- | ----------- | ---------- |
| Apamea              | Apamea               |         |             |            |
| Banias              | Caesarea Philippi    |         |             |            |
| Jableh              | Gabala               |         |             |            |
| Nebi Huri           | Cyrrhus              |         |             |            |
| Palmyra             | Palmyra              |         |             |            |
| Qanawat             | Canatha              |         |             |            |
| Shahba              | Shahba               |         |             |            |

### Tunesië
| Stad (moderne naam) | Stad (Romeinse naam) | Theater | Coördinaten | Afbeelding |
| ------------------- | -------------------- | ------- | ----------- | ---------- |
| Aïn Tounga          | Thignica             |         |             |            |
| Hamman Daradji      | Bulla Regia          |         |             |            |
| Sbeitla             | Sufetula             |         |             |            |
| Tunis               | Carthago             |         |             |            |

### Turkije
| Stad (moderne naam) | Stad (Romeinse naam) | Theater                      | Coördinaten | Afbeelding |
| ------------------- | -------------------- | ---------------------------- | ----------- | ---------- |
| Aphrodisias         | Aphrodisias          |                              |             |            |
| Aspendos            | Aspendos             | Romeins theater van Aspendos |             |            |
| Cyrrhus             | Cyrrhus              |                              |             |            |
| Efeze               | Ephesus              |                              |             |            |
| Hiërapolis          | Hierapolis           |                              |             |            |
| Milete              | Miletus              |                              |             |            |
| Myra                | Myra                 |                              |             |            |
| Perge               |                      |                              |             |            |
| Sardis              | Sardis               |                              |             |            |
| Selge               |                      |                              |             |            |
| Side                | Side                 | Romeins theater van Side     |             |            |

### Verenigd Koninkrijk
| Stad (moderne naam) | Stad (Romeinse naam) | Theater                        | Coördinaten | Afbeelding |
| ------------------- | -------------------- | ------------------------------ | ----------- | ---------- |
| St Albans           | Verulamium           | Romeins theater van Verulamium |             |            |

### Zwitserland
| Stad (moderne naam) | Stad (Romeinse naam) | Theater | Coördinaten | Afbeelding |
| ------------------- | -------------------- | ------- | ----------- | ---------- |
| Augst               | Augusta Raurica      |         |             |            |
| Avenches            | Aventicum            |         |             |            |
| Lausanne            | Lousonna             |         |             |            |
| Lenzburg            | Lencis               |         |             |            |

## Referentie
- (en) Signaromanorum.org Teatri-Theaters
- (fr) Carte des Theatres Antiques
- (en) Ancient Theatres